# Heinrich Karl Friedrich Peucer
Heinrich Karl Friedrich Peucer (* 26. September 1779 in Buttstädt bei Weimar; † 29. Januar 1849 in Weimar) war ein deutscher Jurist, Philologe, Diplomat und Autor und Übersetzer.

## Leben
Der Sohn eines Weimarischen Beamten besuchte 1796–1799 das Weimarer Gymnasium. Danach studierte er in Göttingen und Jena Rechtswissenschaft. Dort kam es zu einer Bekanntschaft mit Christoph Martin Wieland. Im Jahre 1805 wurde er in Weimar Hofadvokat. Ein Jahr später nach dem französischen Einmarsch nach der Schlacht bei Jena und Auerstedt 1806 wirkte er als Übersetzer für das französische Kommandanturbüro in Weimar und 1807 wurde er Sekretär der Weimarischen Gesandtschaft in Paris. 1809 wurde Peucer geheimer Sekretär in Weimar und um 1811 Assessor in der Sachsen-Weimarischen Landesregierung. Dem folgten die Ernennung zum Regierungsrat beziehungsweise zum geheimen Regierungsrat. 1815 wurde er Direktor des Weimarer Oberkonsistoriums, zu dessen Präsident er 1838 ernannt wurde. Bei diesen Funktionen war es unvermeidlich, dass Peucer zu Goethe in Kontakt und auch in privaten Verkehr kam. Mit Goethe sind auch zahlreiche Gespräche über Literatur und Theaterstücke u. a. zu Iffland überliefert. Peucer schrieb auch unter dem Pseudonym Edmund Ost. Im dienstlichen Verkehr stand er mit dem weimarischen Generalsuperintendenten Johann Gottfried Herder.
Außer eigenen Dichtungen machte Peucer sich mit Übersetzungen von Voltaire einen Namen.
Im Jahr 1812 wurde er zum Mitglied der Königlich-Preußischen Akademie gemeinnütziger Wissenschaften in Erfurt ernannt.

## Werke
- Heroismus alter und neuer Zeit, 1817. OCLC 892813246
- Alexander in Persien, Opernlibretto, Weimar 1819.
- Weimarische Blätter, Leipzig 1834. OCLC 38626682
- Ein Theaterabend. Dramatische Studien, Leipzig 1835. OCLC 1035975849

### Herausgeberschaften
- Landsturmblatt für Weimar, hrsg., 1817–1819. OCLC 605532073
- Klassisches Theater der Franzosen, hrsg., 4 Bde., 1819–1823. OCLC